# Tatarische Autonome Sozialistische Sowjetrepublik

Tatarstan

Die Tatarische Autonome Sozialistische Sowjetrepublik (russisch Татарская Автономная Советская Социалистическая Республика) war eine autonome Sowjetrepublik in der Russischen Sozialistischen Föderativen Sowjetrepublik (RSFSR) innerhalb der Sowjetunion. Sie bestand von 1920 bis 1990. Das Steppengebiet liegt bei der Kamamündung und dem Kuibyschewer Stausee der Wolga. Die Hauptstadt war Kasan. Das Gebiet verfügt über große Erdöl- und Phosphoritvorkommen. 

## Geschichte
1920 wurde das bereits Mitte des 16. Jahrhunderts von Russland eroberte Gebiet ASSR innerhalb der RSFSR. Um das Jahr 1950 hatte die Tatarische ASSR etwa 2,95 Millionen Einwohner. Während des Zerfalls der Sowjetunion erklärte sich das Gebiet unter dem Namen Tatarstan am 30. August 1990 zur souveränen Republik, was 1992 durch ein Referendum bestätigt wurde. 1994 wurde jedoch ein neuer Föderationsvertrag mit Russland unterzeichnet. Seitdem ist die Republik Tatarstan wieder Föderationssubjekt Russlands. Tatarstan vereinbarte mit der Zentralmacht neue Sonderrechte, die unter anderem eine erweiterte wirtschaftliche Autonomie beinhalteten.

## Sonstiges
Der Asteroid des inneren Hauptgürtels (2668) Tataria ist nach der Tatarischen Autonomen Sozialistischen Sowjetrepublik benannt.